# Accademia di belle arti di Reggio Calabria
L'Accademia di belle arti di Reggio Calabria, nota anche come Accademia dello Stretto, è un'istituzione pubblica di rango universitario compresa nel comparto dell'alta formazione artistica, musicale e coreutica del MUR, con sede in via XXV Luglio 10 a Reggio Calabria, a poca distanza dal porto e dal lungomare Falcomatà.
Fondata nel 1967, l'accademia reggina è la più antica istituzione per le belle arti in Calabria.
La biblioteca Frangipane, munita di catalogazione informatizzata, vanta un patrimonio librario di 5.000 volumi, affiancata dall'emeroteca e dalla videoteca.

## Storia

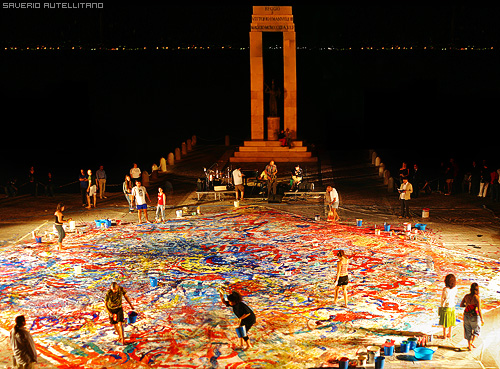
Accademia di belle arti di Reggio, Festa del solstizio d'estate 2005 all'Arena dello Stretto

L'Accademia di belle arti di Reggio Calabria, la prima in ordine di istituzione in Calabria e la terza nell'Italia meridionale dopo quelle di Napoli e di Palermo, ha inaugurato la propria attività formativa nel 1967. Comprendeva inizialmente una scuola di pittura e una scuola di scultura, a completamento delle scuole d'arte della città.
L'Accademia, legalmente collegata al Liceo artistico statale "Mattia Preti", di cui è completamento, e con l'Istituto statale d'arte della nostra Città, rappresenta una riscossa di civiltà connessa alle tendenze della nostra gente, che ha contribuito nei secoli di storia ai fermenti eroici della cultura e dell'arte anche in terre lontane, con genialità di pensieri e di forme, con sacrificio eroico e che, con la nuova scuola fucina e con lavoro tenace, dovrà proseguire altamente la sua missione nella civiltà del mondo moderno.
Risollevando le più nobili tradizioni e portando alte, con serietà di studi, le giovani energie della gente nostra, mirando a grandi esempi, da Pitagora statuario al "Cavalier Calabrese", Reggio adempirà al compito, come sempre.
Salutiamo, intanto, gli istituti e le iniziative d'Arte di tutta la Regione, con augurio - ch'è fede e certezza - di ammirare in tutti sforzi tenaci di lavoro per potenziare la nostra Accademia, con essa affiatarsi e collaborare, popolarne le aule rendendole fucine nuove di alta cultura, di linee e colori, di forme e patine moderne.
Accademia non di idee morte, di vecchie teorie, ma attiva fucina creatrice, germogliante rami verdi, di schietti valori. Accademia Calabrese, scuola giovane della nostra fede, del nostro costume, della bellezza eterna del Bruzio, del Sole che illumina la vita e l'anima del nostro Paese e che vi accende di poesia perfino le tristezze e le angosce umane!»
(Alfonso Frangipane, Manifesto di nascita dell'Accademia di belle arti pubblicato su "Brutium" XLVI, n. 4, 1967)

## Pubblicazioni
L'Accademia di Reggio pubblicava il giornale d'arte Brutium, periodico fondato nel 1922 da Alfonso Frangipane.